# Dyrzela costipannosa
Dyrzela costipannosa là một loài bướm đêm trong họ Noctuidae.